# Jag vill lära känna Jesus
Jag vill lära känna Jesus är en psalm med text och musik från 1987 av Richard Niklasson. Texten är hämtad från Filipperbrevet 3:10.

## Publicerad i
- Segertoner 1988 som nr 606 under rubriken "Efterföljd – helgelse".[1]